# 스즈키 마사미
스즈키 마사미(일본어: 鈴木真仁, 1972년 7월 14일 ~ )는 일본의 성우이다. 대표 작품으로는 《슬레이어즈》시리즈의 아멜리아 윌 테슬라 세이룬, 《가정교사 히트맨 REBORN!》의 라르미르치가 있다.

## 출연 작품

### TV 애니메이션
1994년
- 빨간 망토 차차 (챠챠(차차))

1995년
- 슬레이어즈 (아멜리아 윌 테슬라 세이룬)
- H2 (코가 하루카)

1996년
- 슬레이어즈 넥스트 (아멜리아 윌 테슬라 세이룬)
- 수색시대 (카와이 유코)

1997년
- 슬레이어즈 트라이 (아멜리아 윌 테슬라 세이룬)

1998년
- 열사의 패왕 간다라 (암리타)
- 로스트 유니버스 (니나 멜키올레)

1999년
- 가자! 우주전함 야마모토 요코 (엘류트론)
- 메다로트 (텐류 치도리, 키쿠히메, 브라스)
- 쥬베이짱 러브리 안대의 비밀 (토야마 사치)
- 빅쿠리맨 2000 (칸지 (코비))
- 신 팔검전 (야가미 코우)

2000년
- 게이트 키퍼즈 (호조 유키도)
- 원피스 (아피스)

2001년
- 닥터 링에게 물어봐 (나나오)

2002년
- 휘슬! (코지마 유키 (고은비))
- 진 여신전생 데빌칠드런 Light & Dark (네메아)

2003년
- 똑바로 가자 (세바스찬)
- 원피스 (아이사)

2004년
- 사랑해 베이비★★ (카타쿠라 사츠키)
- 유희왕 듀얼몬스터즈 GX (마루후지 쇼 (강민))
- 쥬베이짱 2 시베리아 야규의 역습 (토야마 사치)
- 수리의 각 (사나다 츠부라)
- 용의 전설 레전더 (마크 (마이클 맥필드))

2005년
- 스즈카 (사오토메 유우카)

2006년
- 슈발리에 (오귀스트)
- 가정교사 히트맨 리본! (라르 미르치)
- 고스트 헌트 (마츠자키 아야코)

2007년
- 마스터 햄스터 (요시카와 카이토 (황보연))
- 세인트 옥토버 (유안)

2008년
- 라이브온 카드리버 카케루 (페달)
- 슬레이어즈 레볼루션 (아멜리아 윌 테슬라 세이룬)
  - 슬레이어즈 에볼루션-R (아멜리아 윌 테슬라 세이룬)

2017년
- 원피스 (어린 이치디, 코제트, 샬롯 시나몬)

### 극장용 애니메이션
2001년
- 슬레이어즈 프리미엄 (아멜리아 윌 테슬라 세이룬)

### OVA
1999년
- 바람의 검심 추억편 (히무라 켄신)

2001년
- 굿모닝 콜 (하루히)
- 야지무 (이즈미야 모에)

2002년
- 게이트 키퍼즈 21 (호죠 유키노)

2004년
- 숨바꼭질 (여자 아이)

2010년
- 목소리로 일해요! (하리에 나츠미)

### 인터넷
2008년
- 펭귄 아가씨 하트 (호오지로 마구로)